# Sennius chalcodermus
Sennius chalcodermus is een keversoort uit de familie bladkevers (Chrysomelidae). De wetenschappelijke naam van de soort werd in 1973 gepubliceerd door Johnson & Kingsolver.